# Такасе Меґумі
Такасе Меґумі   (яп. 高瀬 愛実, 10 листопада 1990) — японська футболістка, олімпійська медалістка.

## Виступи на Олімпіадах
| Олімпіада   | Дисципліна | Місце |
| ----------- | ---------- | ----- |
| Лондон 2012 | футбол     | 2     |